# جزيرة ساتابو
جزيرة ساتابو وهي جزيرة من جزر إندونيسيا، وتقع ضمن جزر كانغيان في إقليم جاوة الشرقية.